# Торпеден катер
Торпеден катер – клас бързоходни маломерни бойни кораби, чието основно въоръжение са торпедата.

## Класификация и основни данни
Основната класификация на торпедните катери е според размера им. Катерите биват малки и големи.
Малките торпедни катери имат пълно водоизместване от 20 до 50 тона, дължина 20 – 30 м и ширина 4 – 5 м. Корпусът им е еднопалубен, с малък мостик в средната част. Най-често имат 2 двигателя с вътрешно горене и 2 винта. Формата на подводната част осигурява глисиране при висока скорост, така се постига максимална скорост 40 – 50 възла (почти 100 км/час. Въоръжени са с 2 торпеда (калибър 450 или 533 мм) и картечници. Възможностите им за плаване са ограничени от размера и големите натоварвания при удар във вълната на висока скорост. Най-често действат в спокойни води и в близост до брега.(1)
Големите торпедни катери са с пълно водоизместване 60 – 100 тона и максимална скорост до 40 възла. Въоръжени са с 4 торпеда, автоматични оръдия и картечници. Могат да действат и при вълнение до 4 бала.
Освен торпедата, на торпедните катери се поставят допълнителни оръжия, като мини, подводни бомби, димни шашки. Притежават радиостанция за свръзка и радиолокационна станция за откриване на целите.

## История на развитието
Според различни източници, торпедните катери водят своето начало или от изобретяването на морските мини въобще, или от самоходните мини, по-късно наречени торпеда (с появяването на мината се появява и въпросът за нейната употреба, а следователно и за нейния носител). Направени са опити мината да се прикрепва на върха на прът, притегнат към палубата и атаката да се направи с удар в корпуса на противниковия кораб. Такава атака е изключително опасна за самия катер.
Решение на проблема е изобретяването на торпедото от Уайтхед, което отначало се нарича самодвижеща се мина (1870). Катерите, въоръжени с торпеда, получават името миноносци или торпедоносци. Така се наричат и първите български торпедни кораби, изработени във Франция и България през 1905 – 1908 г.(2). По-късно миноносците се развиват и разделят на торпедни катери (по-малките образци) и ескадрени миноносци (по-големите, които бързо достигат пълно водоизместване 1000 и повече тона).
Торпедото е мощно оръжие, което позволява на малък кораб да нанесе сериозни повреди и дори да потопи десетократно по-голям, даже брониран кораб. В началото на ХХ век някои от държавите с ограничени ресурси се насочват към торпедните катери, смятайки ги за по-евтино средство за борбата на море. Такива са Англия, Франция и особено Италия. Първата световна война до голяма степен потвърждава тези предвиждания. Показателни са атаките на италианските торпедни катери срещу австро-унгарските броненосци. Торпедният катер с командир Луиджи Рицо потопява дредноута „Szent Istwan“ с 2 торпеда.
Съединените щати сравнително късно се включват в създаването на торпедни катери. През 1930 г. те създават първите си образци, но лошите резултати при изпитанията им ги насочват към внос на английски модел, който след това е пригоден към местните производствени възможности. В навечерието на Втората световна война САЩ вече имат няколко десетки катера от няколко типа. В американския флот катерите получават името патрулни кораби (patrol ships, patrol torpedo ships). Американските торпедни катери се използват активно в Тихия океан, като голяма част от действията им имат по-широк спектър на действията, т.е. наистина играят ролята на патрулни кораби. В съветския флот торпедните катери също освен торпедни атаки изпълняват други действия – разузнаване и десант (6).
Българският военен флот през 1936 г. се допълва с 3 немски торпедни катера от типа „Люрсен“. По време на войната те изпълняват разнообразни задачи и компенсират липсата на минни и противоподводни кораби. Те имат дървен корпус и скоростта им не е особено висока, но са доста мореходни .
След войната България се въоръжава със стари съветски торпедни катери, а след това ги заменя със съвременни проект 123 К („Комсомолец“). Те имат дуралуминиев корпус и бързооборотни дизелови двигатели. Максималната им скорост е почти 50 възла – рекордна за България. Те са едни от първите български кораби, снабдени с радиолокационна станция.
В периода след 1960 г. торпедните катери губят предимствата си в боя срещу големите бойни кораби, които вече разполагат със средства за ранно откриване на катерите и със скорострелно артилерийско оръжие, а по-късно – и с противокорабни ракети. По тези причини торпедните катери постепенно се извеждат в резерв, а по-късно окончателно са изоставени. След 2000 г. на въоръжение са само отделни бройки в специфични случаи.
Развитието на торпедните катери води до създаването на ракетни катери, които притежават най-ценните им свойства – голяма скорост и възможност да поразяват многократно по-големи кораби.

## Тактика в боя
Торпедният катер може да извършва разнообразни бойни действия срещу различни противникови цели – брегови съоръжения, товарни кораби и бойни кораби. Върховата ситуация е катерът да атакува боен кораб, който го превъзхожда по размери, въоръжен е с множество оръдия и картечници, разполага с най-добрите средства за откриване на катери и има бронирани бордове. За да постигне победата, командирът на торпедния катер трябва да прояви не само храброст, но и изобретателност, да изненада врага и да намали възможностите му за използване на артилерията.
Тактиката на торпедния катер произтича от специфичните свойства на неговото оръжие. Торпедото може да измине във водата ограничено разстояние (напр. 20 кабелта), но вероятността за улучване на целта е толкова по-голяма, колкото от по-малко разстояние се изстрелва торпедото. През Първата световна война изстрелването се прави на 3 – 5 кабелта, през Втората – на 8 – 10 кабелта. Тъй като противникът може да открие катера и да започне артилерийска стрелба по него, шансовете на катера се основават на изненадата и бързината. Изненадата понякога се постига с нападение през нощта или в мъглив ден. Ако действията се развиват в крайбрежен район, атакуващият изчаква в някой залив, където не може да бъде видян и след това изскача на пълен ход. Така торпедната атака трае само няколко минути и катерът има надежда да достигне невредим до позиция за стрелба.

Друг проблем на командира на торпедния катер е да насочи торпедото към целта. Ако целта е неподвижна, напр. стои на котва, той насочва торпедото към средата ѝ. Ако целта се движи, торпедото трябва да бъде насочено с ъгъл на изпреварване (фиг.3). Този ъгъл φ се пресмята в зависимост от скоростта на целта, скоростта на торпедото и курсовия ъгъл, от който е изстреляно. Командирът определя тези данни на око или по разузнавателни данни. Едва в средата на ХХ век се появяват автоматизирани електромеханични и по-късно електронни средства, които извършват необходимите изчисления. През двете световни войни командирът на торпедния катер трябва да действа бързо, без колебания и да умее да взема решенията си самостоятелно.
Опитът показва, че да се улучи движещ се кораб от 10 или 20 кабелта е изключително трудно. За да се повиши вероятността за попадение, обикновено от катера се изстрелват две торпеда в залп. Торпедата са така настроени, че се движат с няколко градуса разклонение. Противниковият кораб, естествено, предприема мерки за да затрудни торпедната стрелба със своето движение – маневрира с курса си и понякога се насочва към торпедния катер, за да изложи на торпедата тясната си напречна площ, вместо широкия борд отстрани.
В началния период торпедната атака се провежда самостоятелно от катера, а по-късно група катери атакуват целта последователно, но всеки от тях стреля самостоятелно. Такава е атаката на българските торпедоносци срещу турския крайцер „Хамидие“. Торпедоносците са построени в килватер и командирът на отряда с първия торпедоносец води групата, открива целта и се насочва към подходяща позиция за стрелба. Само последният торпедоносец „Дръзки“ успява да улучи крайцера. Но дори и едното попадение отваря такава дупка в корпуса му, че „Хамидие“ остава на ремонт чак до края на войната...

По време на Втората световна война се разработва нова тактика на съвместна торпедна атака от няколко катера, в която всеки един от тях получава отделна позиция, т.е. катерите нападат целта от различни страни и трябва да стрелят едновременно (фиг.4). Такава атака се изпълнява трудно, но е ефективна. Корабът-цел не печели нищо от маневриране с курса си – все някое торпедо ще го улучи; освен това, артилерията му разпилява своя огън по няколко катера и резултатите от стрелбата ѝ намаляват съществено.

## Престиж
Торпедният катер е особен боен кораб. Той е толкова малък, че не дава никакви битови условия за живот – на малките катери няма легла, кухня, баня и тоалетна. Още по-лошо, катерът не е брониран и е безпомощен срещу артилерийската стрелба и самолетните бомби. Неговата сила е в скоростта и малките размери, както и в страшното оръжие – торпедото, което може да порази мощните бронирани кораби.
Затова да бъдеш катерник означава да си дързък, да изпреварваш действията на противника и да го изненадваш, да намираш изход от трудни ситуации. Високата скорост също е част от спецификата на действията на торпедните катери, но и източник на емоции, а за страничния наблюдател тя е символ на възможностите на военния флот. Всичко това създава високия престиж на торпедния катер. По време на военноморските паради и учения торпедните катери са неизменни участници. По време на войните торпедните катери често са изключително полезни за разузнаване, бързи спасителни операции и други неотложни действия.
Службата на моряка на торпедния катер е привлекателна със своята динамика, а донякъде и с по-свободния си характер, в сравнение със службата на големите кораби, където неизбежно е по-строга и скована от традициите. Едно от историческите свидетелства за това е службата на младия Джон Ф. Кенеди, по-късно президент на САЩ. Поради своя богат род той може да избира къде да служи във войната срещу Япония. Джон избира торпедния катер и на запазените снимки от 1942 г. личи неговия ентусиазъм и свободно поведение – на снимките той е усмихнат, гол до кръста, неотличим от своите матроси. Неговият катер попада в тежка бойна ситуация, един японски есминец го удря с носа си и го разкъсва на две части. Двама моряци загиват, а Джон е контузен и с още един моряк едва успява да доплува до близкия безлюден остров. Спасен е след няколко дена, награден е с високи отличия и става един от националните герои.